# Dvorana Krešimira Ćosića
Dvorana Krešimira Ćosića – hala widowiskowo-sportowa w Zadarze, w Chorwacji. Została otwarta w maju 2008 roku. Główna hala obiektu może pomieścić 8500 widzów, ponadto w budynku znajdują się również cztery mniejsze hale sportowe. Swoje spotkania w hali rozgrywają koszykarze klubu KK Zadar.
Hala została wybudowana w latach 2004–2008 i otwarta w maju 2008 roku. Obiekt powstał jako część kompleksu sportowego „Višnjik”. Sama hala początkowo również znana była pod nazwą „Višnjik”, w październiku 2008 roku nadano jej imię Krešimira Ćosicia. Obiekt powstał głównie jako arena koszykarska, w której swoje spotkania rozgrywa klub KK Zadar, ale arena jest również przystosowana do goszczenia innych imprez sportowych i pozasportowych. W 2009 roku obiekt był jedną z aren mistrzostw świata w piłce ręcznej, a w 2021 roku rozegrano w nim turniej finałowy Ligi Mistrzów Futsalu sezonu 2020/2021 oraz część spotkań kobiecych mistrzostw Europy w siatkówce.